# Гуревич Юрій Шлемович
Ю́рій Шле́мович Гуре́вич (рос. Юрий Шлёмович Гуревич; нар. 7 травня 1940, Миколаїв) — 
радянський і американський математик та інформатик, доктор фізико-математичних наук (1968), професор (1969), творець теорії машин абстрактних станів.

## Біографія
Народився 7 травня 1940 року в місті Миколаїв, Українська РСР, СРСР.
У 1957 році вступив на математико-механічний факультет Уральського державного університету, який закінчив у 1962 році. З 1965 по 1969 рік Гуревич викладав в Уральському університеті.
Юрій Гуревич є учень професора Петра Конторовича. Написав понад 200 наукових робіт у галузі алгебри, математичної логіки та комп'ютерних наук.
Викладав математику в Ізраїлі, а потім переїхав до США 1982 року. Найвідоміша його робота радянського періоду присвячена класичній «задачі рішення». В Ізраїлі Гуревич працював із Сахароном Шелахом над монадичними теоріями другого порядку. Теорема Гуревича-Гаррінгтона про забудькувату детермінованість також належить до цього періоду.
Нині Юрій Гуревич працює в дослідницькому підрозділі корпорації «Майкрософт» (США), де він заснував групу розробників програмного забезпечення. Обраний почесним професором у Мічиганському університеті.
Гуревич створив концепцію машин абстрактних станів, яка широко використовується в сучасній інформатиці.
Гуревич є членом ACM, членом Guggenheim, членом Academia Europaea і доктором Honoris Causa Університету Хассельта в Бельгії. У 2014 році він став одним із десяти інавгураційних стипендіатів Європейської асоціації теоретичної інформатики.
У 2005 році став почесним доктором Уральського державного університету.

## Наукові публікації
- Э. Бёргер, Э. Гредель и Ю. Гуревич. Классическая проблема принятия решения. Спрингер, 1997.
- Ю. Гуревич. Монадические теории второго порядка. В Дж. Барвайзе и С. Фефермане (ред.), Модельно-теоретическая логика, Springer, 1985, 479–506.
- Ю. Гуревич и Л. Харрингтон. Автоматы, деревья и игры. STOC '82: Материалы четырнадцатого ежегодного симпозиума ACM по теории вычислений, 1982, 60-65.
- Ю. Гуревич и С. Шелах. Ожидаемое время вычисления гамильтоновой задачи о путях. SIAM Journal on Computing 16:3, 1987, 486-502.
- Ю. Гуревич. Средняя комплектность дела. Журнал компьютерных и системных наук 42:3, 1991, 346-398.
- Ю. Гуревич. К логике, приспособленной к вычислительной сложности. В M Richter et al. (ред.), Теория вычислений и доказательств. Конспект лекций Springer по математике 1104, 1984, 175–216.
- Ю. Гуревич. Развивающаяся алгебра 1993: Руководство Липари. В E. Börger (ed.)
- Ю. Гуревич. Последовательные абстрактные конечные автоматы захватывают последовательные алгоритмы. Транзакции ACM по вычислительной логике 1 (1), 2000.
- Н. Дершовиц и Ю. Гуревич. Естественная аксиоматизация вычислимости и доказательство тезиса Чёрча. Бюллетень символической логики 14: 3, 2008, 299-350.
- А. Бласс и Ю. Гуревич. Абстрактные конечные автоматы захватывают параллельные алгоритмы. ACM Transactions on Computational Logic 4 (4), 2003 г., 578–651, и 9 (3), 2008 г., статья 19.